# Falange Española
Falange Española (FE) era un partit polític espanyol, fundat el 29 d'octubre de 1933 per José Antonio Primo de Rivera, fill del dictador Miguel Primo de Rivera. El partit va ser donat a conèixer en un míting celebrat en el Teatro de la Comedia de Madrid. Contenia una branca formada per dones anomenada Sección Femenina.
Altres membres fundadors del partit foren Rafael Sánchez Mazas, Julio Ruiz de Alda, Alfonso García Valdecasas, Sancho Dávila, Luys Santamarina, José María Alfaro Polanco i Raimundo Fernández Cuesta.

## Ideari i simbologia

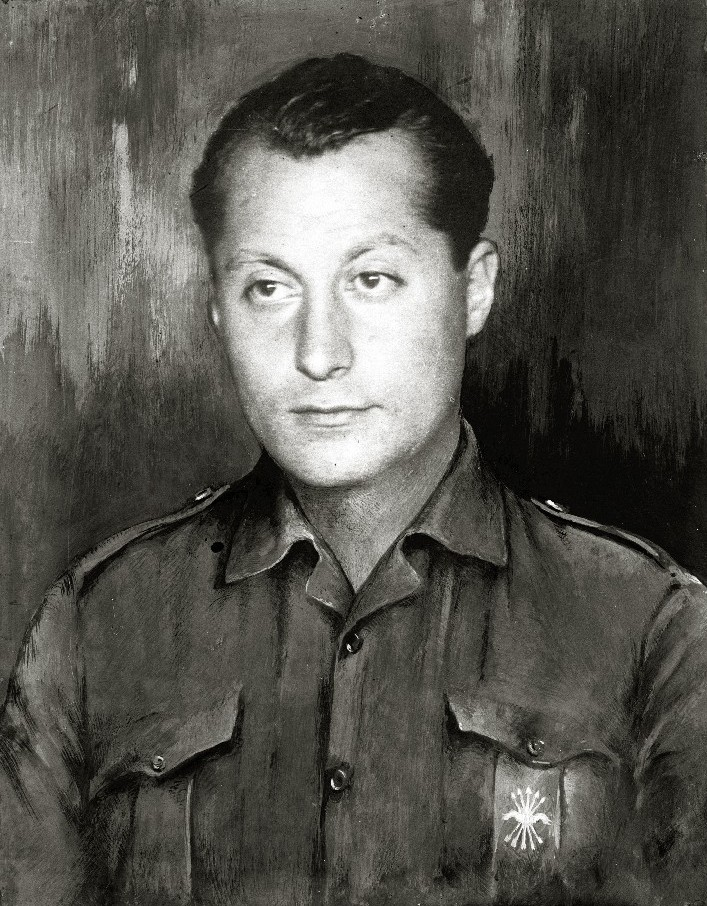
José Antonio Primo de Rivera, fundador i primer cap de Falange Española.

Adoptaren com a emblema el jou i les fletxes dels Reis Catòlics (emblema de les Juntas de Ofensiva Nacional Sindicalista), a més de la bandera vermella i negra, la camisa blava (a l'estil de la camisa negra italiana) i vestimenta paramilitar. La seva plataforma ideològica es va concretar en els anomenats veintisiete puntos (novembre del 1934).
Per bé que rebutjaven l'apel·latiu de feixista, participaven de la ideologia i de les formes organitzadores del feixisme de Benito Mussolini: constituïen un moviment antimarxista que refusava alhora la lluita de classes i el sistema social capitalista. Propugnaven un estat totalitari, autoritari, no parlamentari, nacionalista, unitari i imperialista, així com l'organització corporativa de l'Estat. A més, tenien en comú l'exaltació d'una forma de vida arriscada, el culte a la violència i a l'acció directa (les milicias com a grup de xoc, sovint enfrontades a militants d'esquerres). Introduïren les línies originals de llur pensament: en l'aspecte econòmic, la concepció d'Espanya com un gigantesco sindicato de productores, el sentit catòlic del moviment i una reforma agrària per a elevar el nivell de vida dels camperols mitjançant serveis tècnics adequats i l'extensió de la propietat familiar de la terra.